# 由布和嘉子
由布 和嘉子（ゆふ わかこ、1970年8月10日 - ）は、日本の総理府・内閣府官僚。滋賀県副知事。

## 来歴
京都府京都市左京区出身。同志社高等学校から東京大学に入学。3年次に法学部に進学。行政学や官僚システムを学ぶうちに政府の意思決定やそれぞれの局の仕事に興味を持つ。4年次に国家公務員一種試験（法律区分）に合格。東大法学部卒業。1994年 総理府入府。内閣総理大臣官房内政審議室調査企画第1担当主査付。1996年 文部省生涯学習局学習情報課。教育の情報化に関する企画立案を行った。2005年1月 内閣官房内閣総務官室参事官補佐。女性、女系天皇を推進し、皇室典範改正案を起草、閣議の準備も担当。2012年9月 内閣府政策統括官（共生社会政策担当）付参事官（少子化対策担当）付企画官。少子化対応施策に関わる企画立案を行った。2014年9月 内閣府賞勲局審査官。2016年6月 内閣官房内閣参事官（内閣人事局）。2018年8月 滋賀県副知事。県では主に、健康医療福祉部、商工観光労働部、企業庁、病院事業庁、県民生活部の消費生活センター、文化振興課、情報政策課、統計課などを担当。

## 略歴
- 1994年4月：総理府入府。内閣総理大臣官房内政審議室調査企画第1担当主査付[4]。
- 1996年：文部省生涯学習局学習情報課。
- 1998年7月：総理府男女共同参画室主査。
- 2001年7月：総務省行政管理局副管理官
- 2002年8月：内閣府賞勲局総務課長補佐 。
- 2005年1月：内閣官房内閣総務官室参事官補佐。
- 2007年4月：内閣官房内閣副参事官。
- 2008年：育児休暇。
- 2009年9月：内閣府大臣官房人事課長補佐。
- 2012年4月：内閣府大臣官房総務課企画官（公文書管理担当）。
- 2012年9月：内閣府政策統括官（共生社会政策担当）付参事官（少子化対策担当）付企画官。
- 2014年9月：内閣府賞勲局審査官。
- 2016年6月：内閣官房内閣参事官（内閣人事局）。
- 2018年8月：滋賀県副知事。
- 2020年8月：内閣府男女共同参画局総務課長。
- 2021年
  - 1月：内閣府大臣官房参事官。
  - 9月：内閣府賞勲局総務課長。
- 2022年6月：内閣府大臣官房会計課長。
- 2023年7月：内閣府大臣官房審議官 (政策調整担当) 。